# Jochen Schmidt-Hambrock
Jochen Schmidt-Hambrock (* 21. Februar 1955 in Wuppertal) ist ein deutscher Bassist und Komponist.

## Biografie
Jochen Schmidt-Hambrock schloss 1981 sein Studium an der Hochschule für Musik und Tanz Köln ab. Anschließend ging er als Bassist mit Musikern wie Friedrich Gulda, Manfred Schoof und Michael Sagmeister auf Tournee. Von 1989 bis 1995 spielte er Bass in Klaus Doldingers Band Passport sowie in verschiedenen Formationen von Alexander von Schlippenbach.
Bereits seit 1981 schrieb Schmidt-Hambrock mehrere Jingles für unterschiedliche Fernsehprogramme. Bis 1994 waren es bis zu über 800 Jingles, die er hauptsächlich für Fernsehsender wie ARD und SWR3 schrieb, wobei er Sendungen wie ARD Presseclub, Die goldene Eins und Sportschau vertonte.
Mit dem 1991 ausgestrahlten Tatort: Tödliche Vergangenheit debütierte Schmidt-Hambrock als Filmkomponist. Seitdem komponierte er für über 150 Kino- und Fernsehproduktionen, darunter Jenseits der Stille, Nirgendwo in Afrika, Der Trip – Die nackte Gitarre 0,5, Neues von Pettersson und Findus und Lilly Schönauer – Umweg ins Glück, wobei er unter anderem mit Regisseuren wie Caroline Link, Jo Baier, Konrad Sabrautzky, Vivian Naefe, Diethard Klante und Bernhard Stephan zusammenarbeitete. Des Weiteren Arbeiten für Xaver Schwarzenberger, Torsten Fischer, Peter Schulze-Rohr, Heidi Kranz, Bettina Woernle, Dorothea Neukirchen und Susanne Zanke. Allein mit Olaf Kreinsen realisierte er 27 TV-Spielfilme. Für Alberto Venzago schrieb der die Musik des von Wim Wenders produzierten Kino-Dokumentarfilms Voodoo. Für Niko Karo schrieb er diverse preisgekrönte Werbemusiken.
Jenseits der Stille wurde 1998 für den Oscar nominiert, Nirgendwo in Afrika hat den Oscar 2003 als bester fremdsprachiger Film gewonnen. 2008 drehte Jochen Schmidt-Hambrock als Autor und Regisseur die beiden Kurzfilme Zu viele Musen und Frauen, Jazz und Schuhe. Beide liefen auf vielen Festivals und wurden 2010 auf dem Park City Film Festival sowohl mit dem Audience Award als auch mit dem Jury-Preis ausgezeichnet.
Von 1987 bis 2010 war er im Vorstand des Composers Club, 2011 bis 2024 stellvertretender Vorsitzender der DEFKOM (Deutsche Filmkomponistenunion).
Bis 2015 war er Mitglied des GEMA-Werkausschusses. 2015 bis 2024 war er Mitglied des Aufsichtsrates der GEMA. Seit 2025 ist er Vorsitzender der Gema Stiftung.
Seit 2014 ist er Bassist der AKADEMIX – die offizielle Band der Deutschen Filmakademie sowie in der Formation Roter Salon, die cineastischen Jazz spielt.

## Filmografie (Auswahl)
- 1991: Tatort – Tödliche Vergangenheit (Fernsehreihe)
- 1994–1996: Ärzte (Fernsehserie, 4 Folgen)
- 1995: Wilsberg: Und die Toten lässt man ruhen
- 1996: Der Trip – Die nackte Gitarre 0,5
- 1997: Ein todsicheres Ding
- 1998: Tod auf Amrum
- 1999: Pettersson und Findus (Fernsehserie, 26 Folgen)
- 1999: Tatort – Der Heckenschütze
- 2000: Auf eigene Gefahr (Fernsehserie, 5 Folgen)
- 2000: Ein starkes Team – Tödliche Rache
- 2000: Ein starkes Team – Bankraub
- 2000: Im Fadenkreuz (Serie)
- 2000: Neues von Pettersson und Findus
- 2001: Nirgendwo in Afrika
- 2001: Solange wir lieben
- 2002: Hannas Baby
- 2003: Tatort – Außer Kontrolle
- 2005: Das beste Jahr meines Lebens
- 2005: Ein Geschenk des Himmels
- 2006: Mein süßes Geheimnis
- 2007: Lilly Schönauer – Umweg ins Glück
- 2007: Noch einmal zwanzig sein
- 2008: Frauen, Jazz und Schuhe
- 2008: Das Glück am Horizont
- 2009: Eine Liebe in der Stadt des Löwen
- 2009: Liebling, weck die Hühner auf
- 2010: Tulpen aus Amsterdam
- 2011: Glück auf Brasilianisch
- 2015: Mollath – „und plötzlich bist du verrückt“